# Brawn GP
Brawn GP a fost un constructor de Formula 1 care a concurat în Campionatul Mondial din 2009, cu piloții Jenson Button și Rubens Barrichello. Echipa a fost formată în 2009 printr-o achiziție condusă de Ross Brawn de la Honda Racing F1 Team, după ce Honda și-a anunțat retragerea din acest sport în decembrie 2008 din cauza crizei financiare globale.
Echipa a început dezvoltarea mașinii lor la începutul anului 2008, când era încă deținută de Honda. Pentru sezonul 2009, Honda a oferit un buget de 100 de milioane de dolari, în timp ce Mercedes a furnizat motoare în cadrul unei parteneriat.
La debutul său în curse, Marele Premiu al Australiei din 2009, cursa de deschidere a sezonului, echipa a ocupat pole position și locul doi în calificări și a terminat pe prima și a doua poziție în cursă. Button a câștigat șase dintre primele șapte curse ale sezonului, iar pe 18 octombrie, la Marele Premiu al Braziliei, și-a asigurat Campionatul Piloților din 2009, în timp ce echipa a câștigat Campionatul Constructorilor. Barrichello a câștigat și el, de două ori, și a terminat pe locul al treilea în Campionatul Piloților. Echipa a câștigat opt dintre cele șaptesprezece curse ale sezonului și, luând ambele titluri în singurul său an de competiție, a devenit primul și până acum singurul constructor care a obținut o rată de succes de 100% în campionat.
La 16 noiembrie 2009, a fost confirmat că furnizorul de motoare al echipei, Mercedes, în parteneriat cu Aabar Investments, a cumpărat un pachet de 75,1% din Brawn GP, care a fost redenumită drept Mercedes GP pentru sezonul 2010.

## Origini
Brawn GP și-a avut originile în Tyrrell Racing Organisation, o echipă fondată de Ken Tyrrell în 1958, care a introdus mașini în diferite campionate pentru monoposturi. După ce a intrat în Formula 1 în 1968, echipa Tyrrell a câștigat Campionatul Constructorilor și trei Campionate ale Piloților în anii 1970 cu Jackie Stewart. Echipa a continuat să concureze în F1 până în 1998, când scăderea rezultatelor a făcut ca Tyrrell să vândă echipa către British American Tobacco (BAT). În timp ce BAT a cumpărat intrarea în Formula 1, au înființat echipa British American Racing (BAR) la o nouă fabrică din Brackley. BAR a concurat timp de șase ani, terminând pe locul al doilea în campionat în 2004. Creșterea restricțiilor privind publicitatea pentru tutun a făcut ca Honda, partenerul de motoare al BAR, să dobândească controlul deplin al echipei la sfârșitul anului 2005, iar echipa a fost redenumită ca Honda Racing F1 pentru 2006.

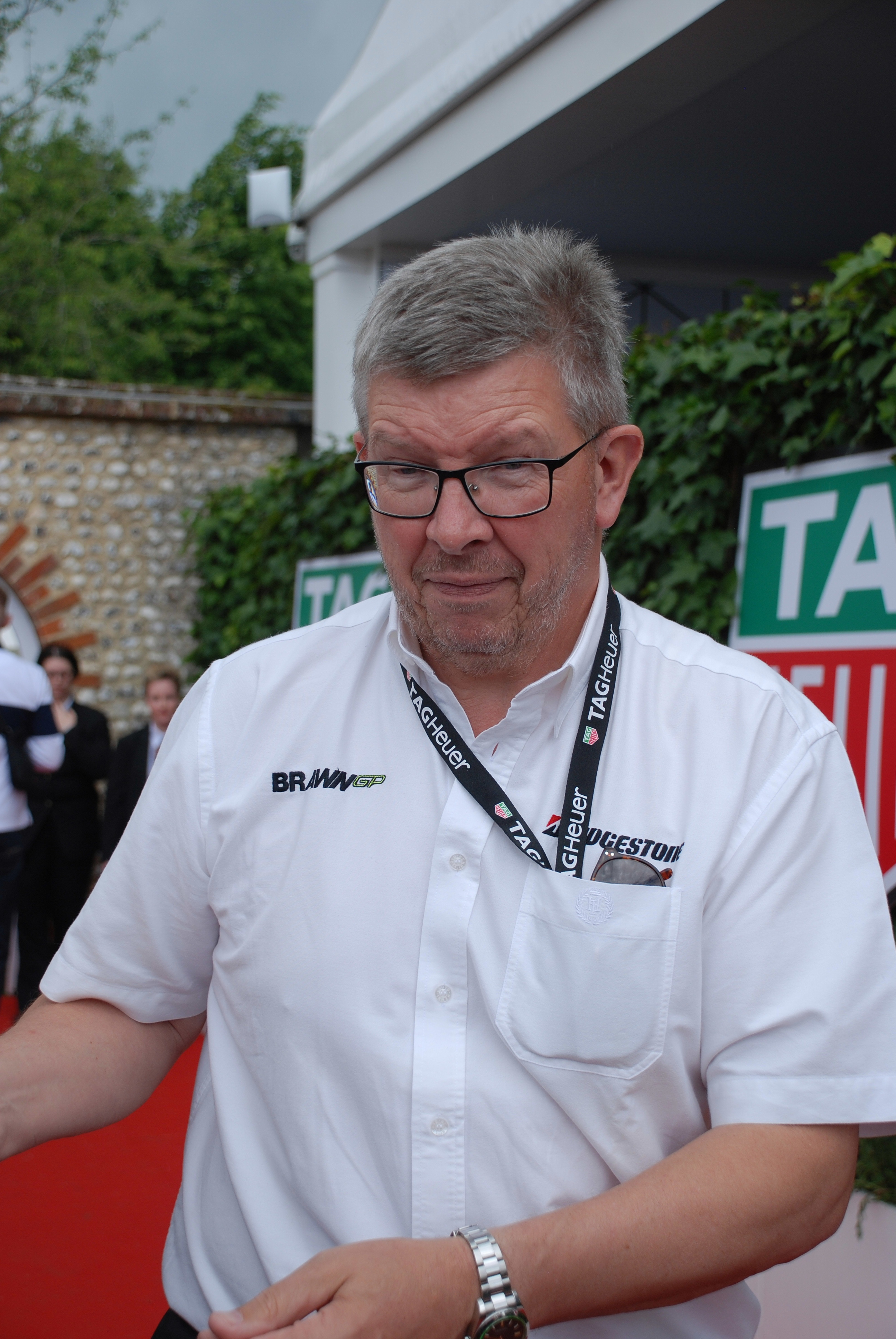
Ross Brawn a achiziționat echipa pentru o liră sterlină.

Brawn GP a fost înființată pe 6 martie 2009, când s-a confirmat că Ross Brawn, fostul director tehnic al echipelor Honda Racing F1, Ferrari și Benetton, a cumpărat echipa de la Honda pentru o liră sterlină în urma retragerii mărcii japoneze din sport în decembrie 2008. La 17 martie 2009, FIA a fost oficial de acord cu schimbarea numelui din Honda Racing F1 Team în Brawn GP. Deși echipa poate fi văzută ca o continuare a Honda, FIA a considerat Brawn GP ca fiind o intrare cu totul nouă, dar Keith Hayes, vicepreședintele FIA, a fost de acord să renunțe la taxa de intrare standard ca recunoaștere a circumstanțelor echipei.
Odată cu pierderea motoarelor Honda, Brawn a declarat că mai mulți producători s-au oferit să fie furnizorul echipei, dar motoarele Mercedes-Benz au fost cele mai potrivite mașinii. Piloții Jenson Button și Rubens Barrichello au continuat parteneriatul început la Honda în 2006. De asemenea, s-a zvonit că echipa va intra în sezonul 2009 cu sprijinul lui Bruno Senna, care și-ar aduce sponsorii personali la echipă.
Deși se credea că Honda va fi prima echipă care va rulat un KERS în 2008, Brawn a declarat într-un interviu că, din cauza circumstanțelor schimbării proprietarului, echipa nu a avut timp să ia în considerare sistemul. Pe 20 martie, s-a confirmat că lui Brawn GP i se va aloca slotul final pe linia boxelor, Force India urcând cu un slot. Bernie Ecclestone a sugerat că acest lucru s-a datorat faptului că preluarea a implicat o schimbare a numelui, spunând că „Dacă [...] ei s-ar fi numit Honda. Orice i s-ar fi datorat lui Honda, ei [Brawn GP] ar fi primit.” Pentru aceast motiv, Brawn GP a primit inițial numerele 20 și 21 după ce lui Force India i s-au atribuit vechile numere Honda, 18 și 19. Cu toate acestea, acest lucru a fost schimbat la cererea Force India, deoarece materialul lor promoțional fusese deja tipărit cu numerele 20 și 21. Brawn nu a avut nicio obiecție și i-au fost reatribuite numerele 22 și 23, cu 18 și 19 fiind nealocate nimănui.

## Sezonul de Formula 1 din 2009

### Prima jumătate: Brawn domină grila

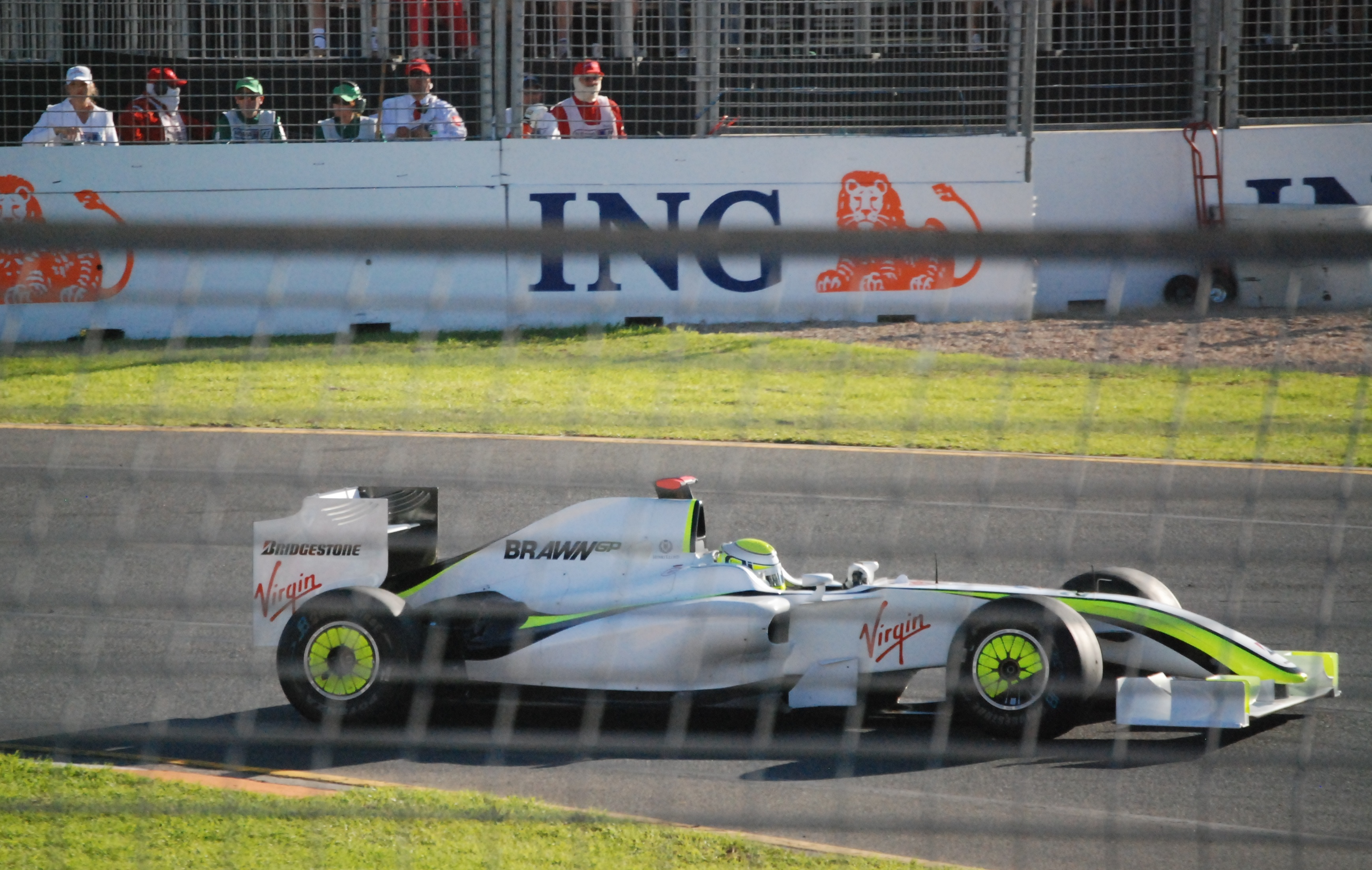
Brawn a câștigat prima sa cursă la care a participat,.

Echipa a pornit puternic în antrenamentul de vineri al Marele Premiu al Australiei, terminând în primii cinci. În calificările din Australia, Jenson Button a luat pole-ul, iar coechipierul Rubens Barrichello a terminat pe locul doi, urmat de Sebastian Vettel de la Red Bull. Aceasta performanță a fost urmată de o victorie în cursă pentru Button, care a fost lider de la început până la sfârșit, cu Barrichello pe locul secund, oferind astfel lui Brawn un 1–2 la debutul lor, ceea ce nu se întâmplase de la realizarea echipei Mercedes din Marele Premiu al Franței din 1954.
Button a câștigat Marele Premiu al Malaeziei, scurtat de ploaie, din nou plecând din pole, și a realizat și cel mai rapid tur. Odată cu victoria din Malaezia, Brawn GP a devenit singurul constructor debutant care a câștigat primele două curse de când Alfa Romeo a câștigat primele două Mari Premii ale Campionatului Mondial din 1950.

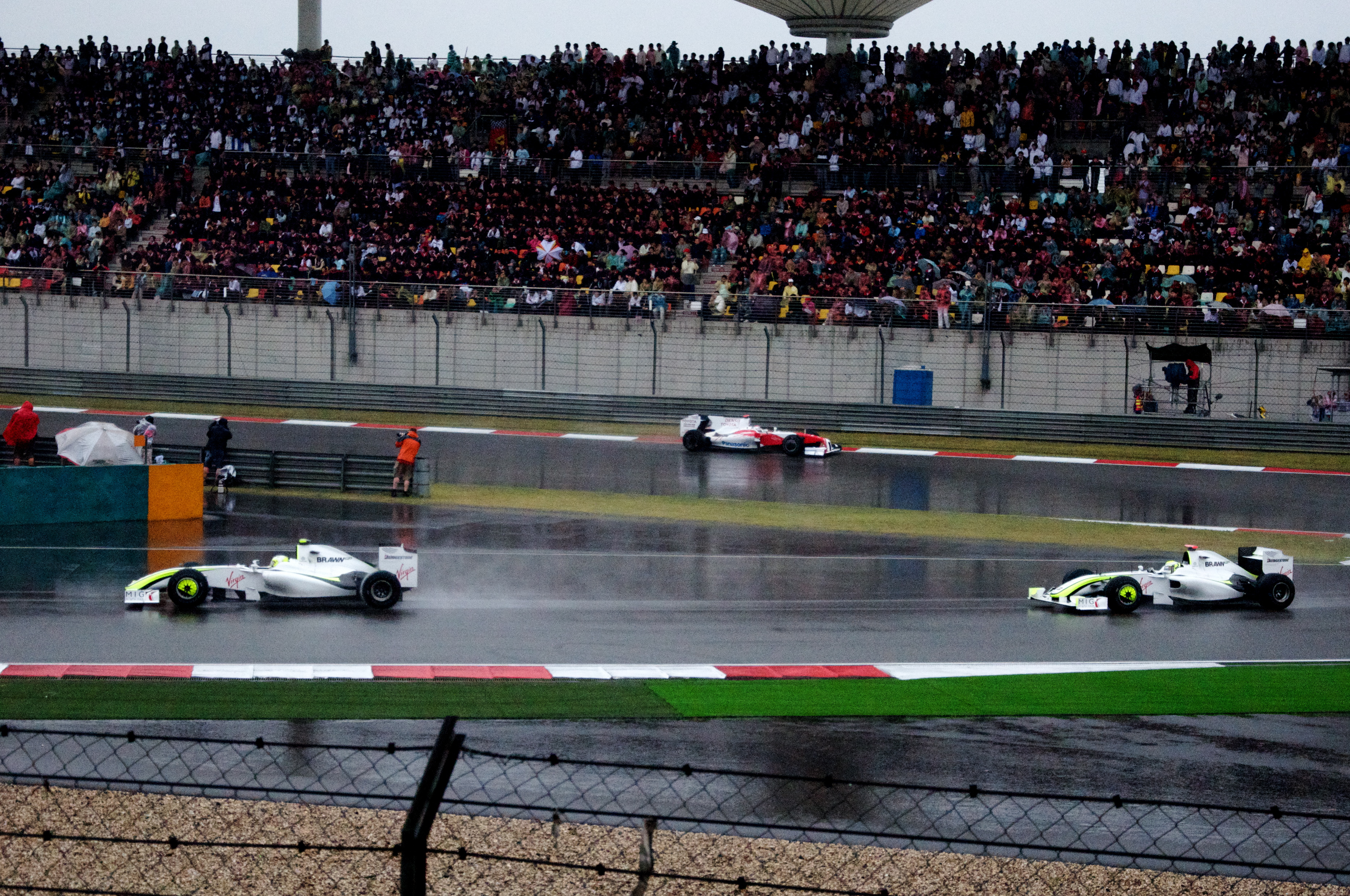
Jenson Button, urmat de Rubens Barrichello în.

La Marele Premiu al Chinei, Barrichello s-a calificat în fața lui Button pentru prima dată în acel sezon, dar pe ploaie Button a terminat pe locul trei, Barrichello pe locul 4 în spatele ambelor mașini Red Bull ale lui Sebastian Vettel și Mark Webber.
Button a câștigat din nou, la Marele Premiu al Bahrainului, de pe locul patru pe grilă, iar Barrichello s-a clasat pe locul cinci. Button a rulat cea mai mare parte a cursei în aer curat și și-a menținut conducerea după ce mașinile Toyota au intrat la boxe și au căzut în urmă.

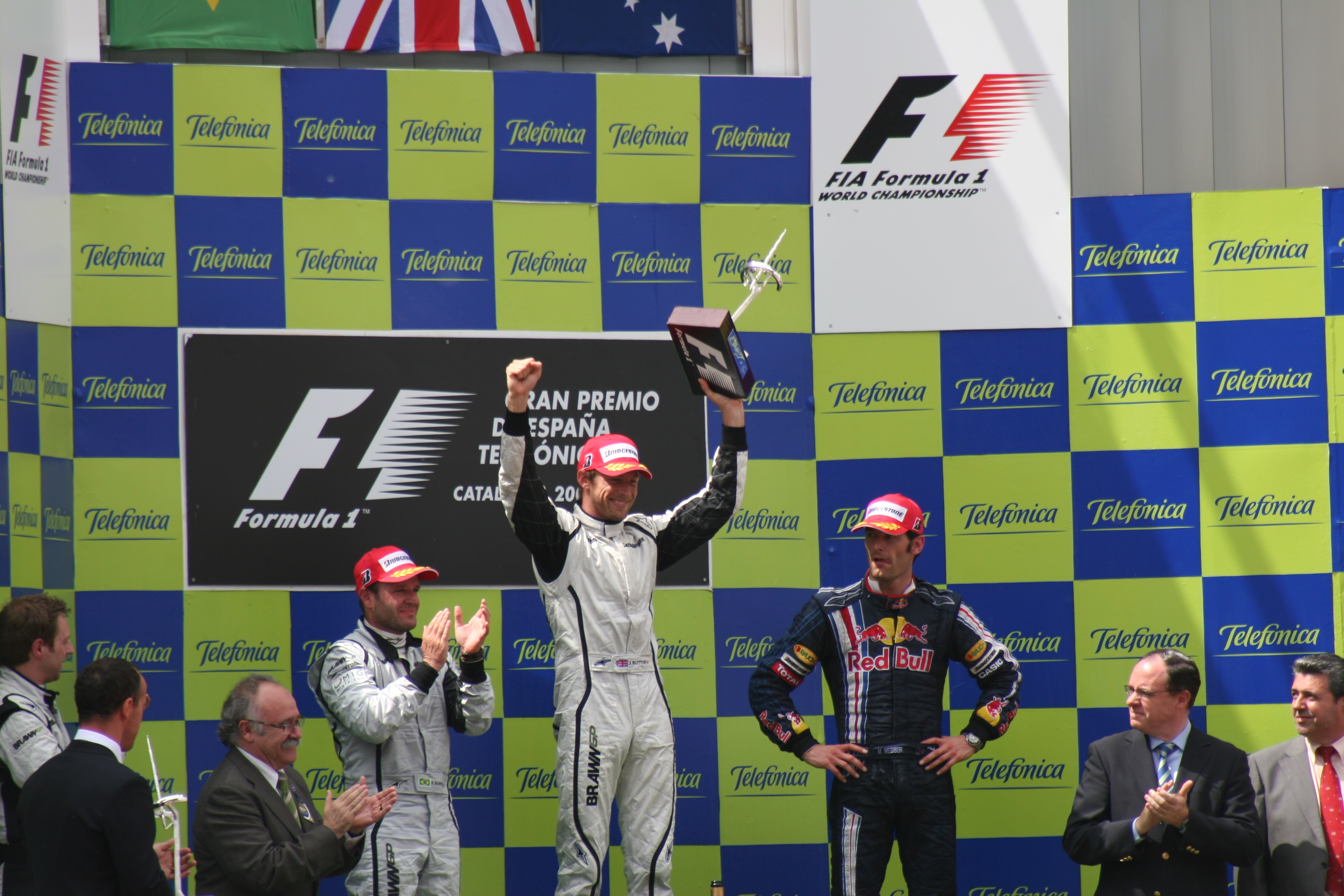
Podiumul Marelui Premiu al Spaniei din 2009. Button pe prima poziție, Barrichello pe a doua și Mark Webber pe a treia.

La Marele Premiu al Spaniei, Brawn a obținut a doua finalizare 1–2 a sezonului, Button terminând din nou în fața lui Barrichello. Odată cu a patra victorie, Brawn a depășit-o pe Honda pe lista victoriilor all-time.
La Marele Premiu al Principatului Monaco, aceleași rezultate de calificare ca și în Spania au fost obținute cu Button în pole. Button a rulat la conducerea cursei, urmat de Barrichello, Kimi Räikkönen și Felipe Massa pentru cea mai mare parte a cursei. Button a luat a treia sa victorie consecutivă și al treilea 1–2 pentru Brawn.
Brawn nu a mai obținut pole-ul La Marele Premiu al Turciei, fiind învinși de Vettel, asta după ce au avut dificultăți pe tot parcursul zilei de vineri și sâmbătă, în special pentru Button. La start, sistemul de anti-calare a lui Barrichello s-a activat și acesta a căzut în spatele grilei; Între timp, Button, după ce a îndreptat mașina spre Vettel, a avut un start curat și a preluat conducerea la virajul 10, când Vettel a ieșit în decor. Button a condus cursa cu calm pentru tot restul cursei, coechipierul său având multe incidente înainte de a-i oferi lui Brawn prima retragere după ce a pierdut viteza a șaptea. Button și-a adjudecat a patra victorie consecutivă și, suprinzător, ultima sa a sezonului. 

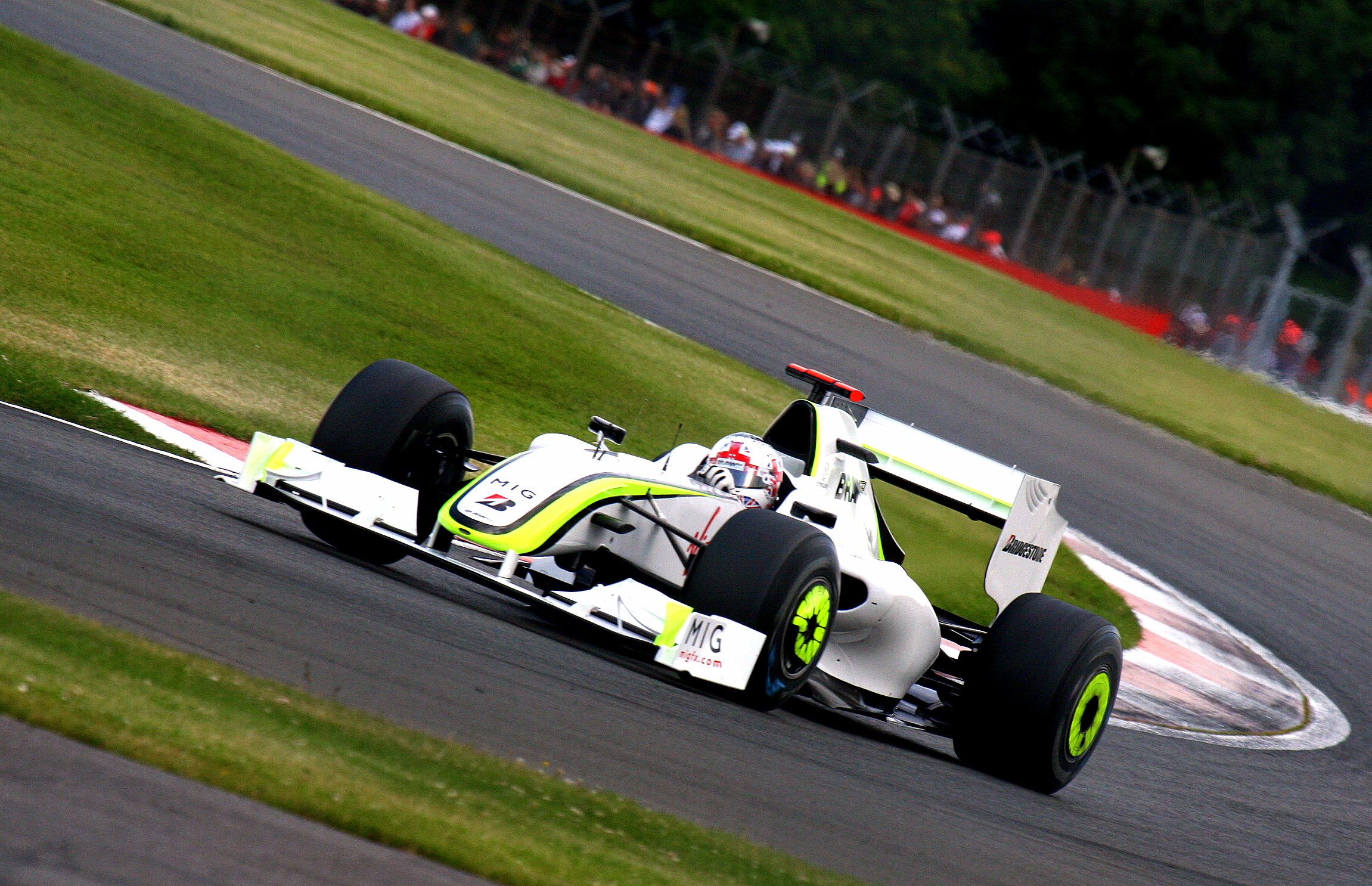
Jenson Button în.

La Marele Premiu al Marii Britanii, ambii piloți au avut dificultăți în cursa de acasă a echipei. Mașina nu a putut încălzi suficient anvelopele și ambii piloți s-au luptat cu probleme de balans. Button a avut cea mai proastă sesiune de calificări din sezon, terminând pe locul șase, Barrichello ajungând pe locul doi. În cursă, niciunul dintre piloți nu a strălucit și ambii au avut parte de liniște pentru a termina pe a treia și a șasea poziție.
La Marele Premiu al Germaniei, echipa a suferit aceeași soartă ca și în Marea Britanie, deoarece ambii piloți au suferit din cauza temperaturii anvelopelor. Echipa s-a calificat în spatele lui Webber pe al doilea și, respectiv, al treilea loc. În ciuda faptului că a condus cursa în primul stint, Barrichello a terminat pe locul șase după ce o problemă la boxe i-a distrus cursa. Button a rămas blocat în spatele lui Heiki Kovalainen pentru o perioadă, și apoi a reușit să-l depășească pe Barrichello pentru a termina pe locul cinci, o mutare comandată de echipă pentru a reduce dezavantajul față de concurenții Webber și Vettel, care au terminat primul și, respectiv, al doilea loc.

### A doua jumătate: Echipele rivale se apropie, dar prea târziu
La Marele Premiu al Ungariei, Brawn a continuat în aceeași notă de necompetitivitate după ce a trecut prin cea mai proastă calificare din sezon, cu Button pe locul opt și Barrichello pe locul treisprezece. Motivul performanței scăzute a lui Barrichello a fost cauzat de defectarea suspensiei sale din spate, care a dus la desprinderea unui arc ce l-a lovit ulterior în cască pe Felipe Massa de la Ferrari, rezultând în răni grave la cap. Button a fost și el afectat de acest lucru, deoarece mașina lui a petrecut cea mai mare parte din Q3 fiind verificată pentru a se asigura că aceleași componente nu se vor defecta și a ajuns să se califice cu mult mai mult combustibil decât era planificat. În cursă, niciunul dintre piloți nu a arătat prea mult ritm deși, atunci când temperatura a atins 40 °C, Button a fost cel mai rapid om de pe pistă la acel moment. Button a reușit să-l depășească pe Jarno Trulli în ultimele opriri la boxe și a terminat pe locul șapte, cu coechipierul său pe locul zece, în spatele lui Kazuki Nakajima și Trulli.
După pauza de vară, a urmat Marele Premiu al Europei de la Valencia, acolo unde Barrichello a câștigat pentru prima dată în cinci ani, unul dintre cele mai mari distanțe dintre victorii din istoria Formulei 1. Barrichello a început de pe locul al treilea pe grilă, în spatele mașinilor McLaren-Mercedes ale lui Lewis Hamilton și Heikki Kovalainen. În timp ce Barrichello a prosperat, Button a început de pe locul cinci pe grilă și a terminat cursa pe locul șapte după retragerea lui Sebastian Vettel de pe locul patru.

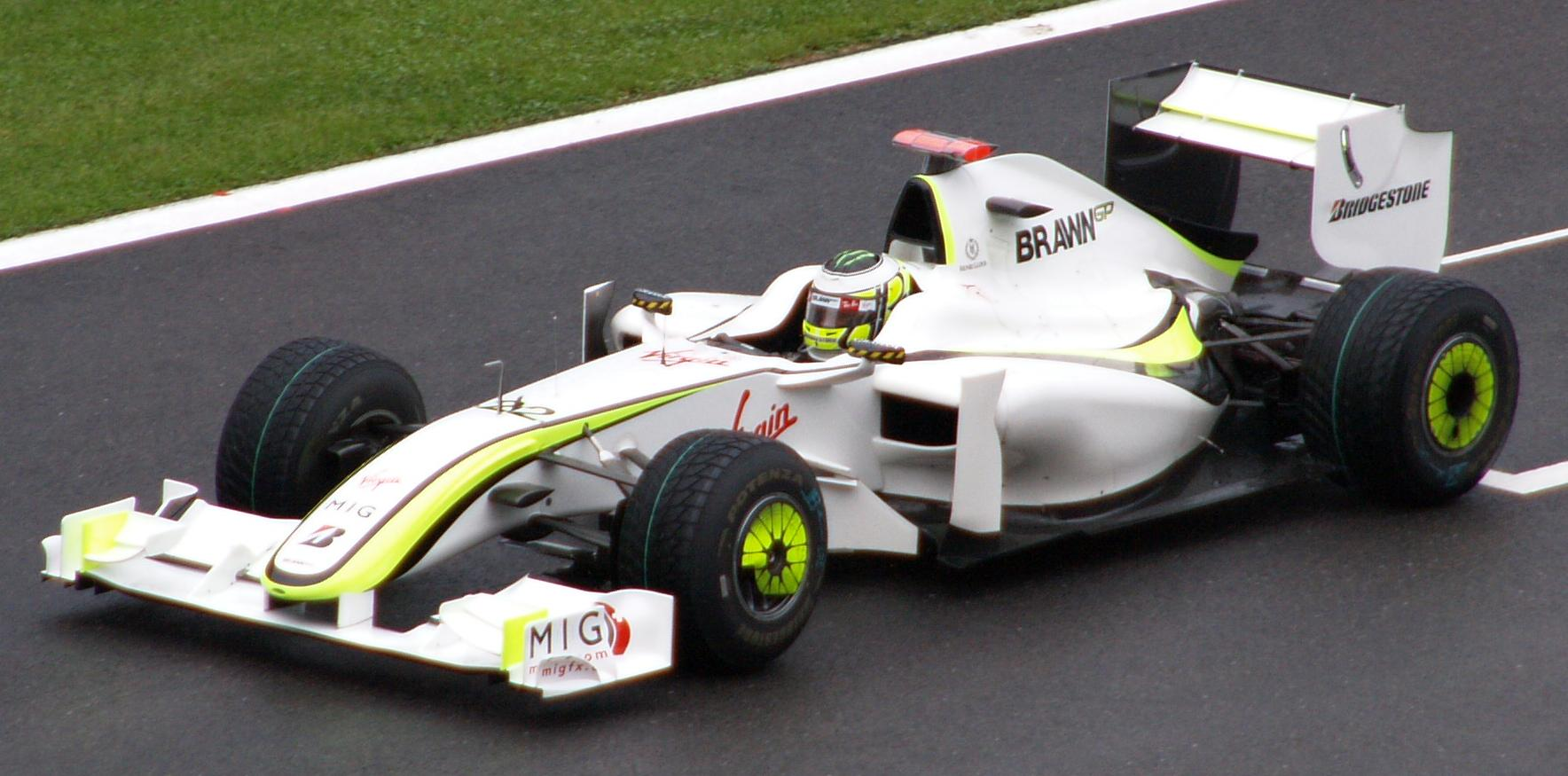
Jenson Button în.

La Marele Premiu al Belgiei, Button a avut din nou parte de neșansă, fiind eliminat de Romain Grosjean în primul tur. Barrichello a pornit de pe locul al patrulea, dar a avut din nou o problemă cu ambreiajul la start, însă a reușit să urce până pe locul șapte, motorul mașinii sale izbucnind în flăcări când a intrat la boxe după încheierea cursei.

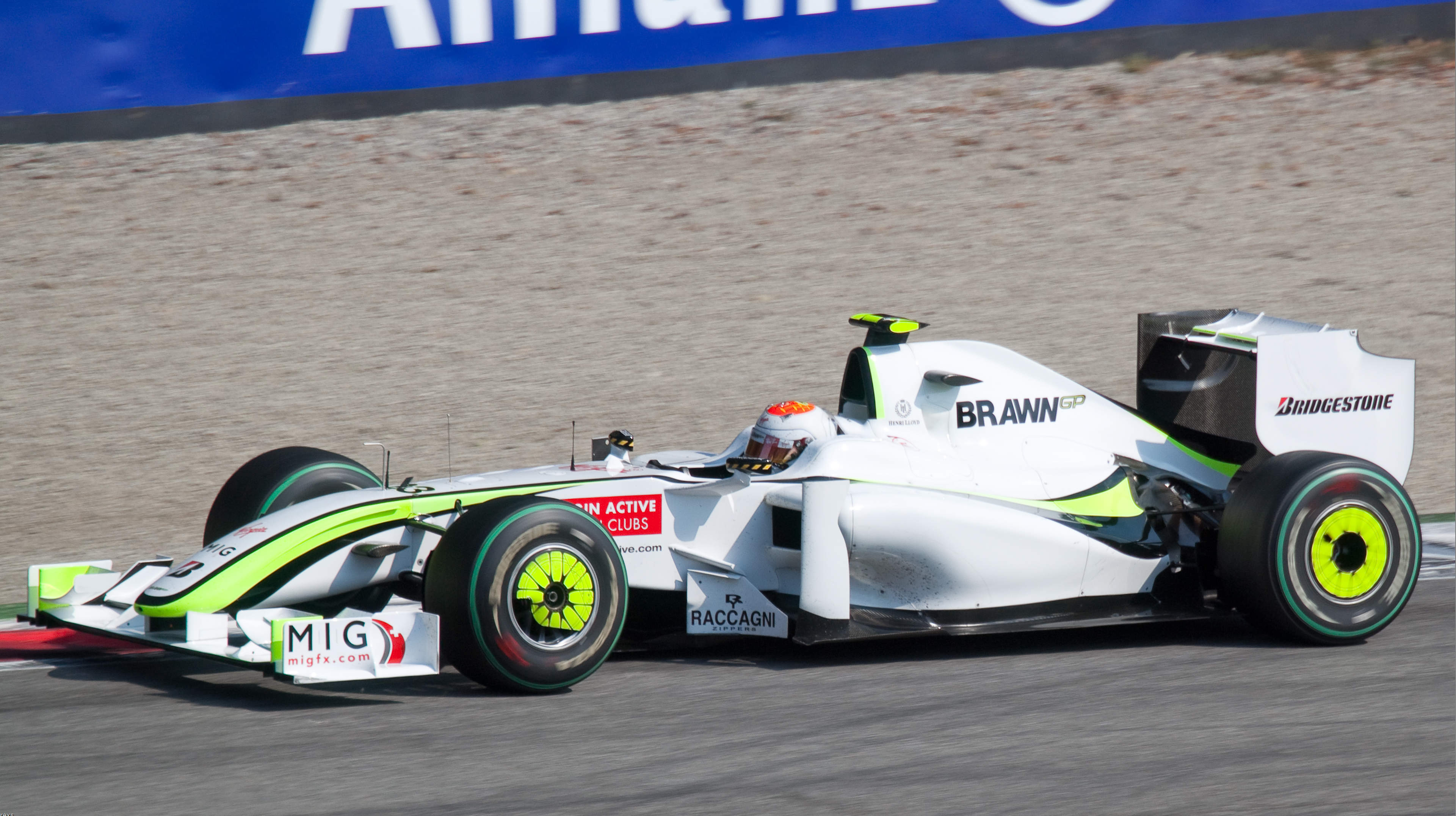
Rubens Barrichello a obținut a doua sa victorie și ultima pentru Brawn la.

La Marele Premiu al Italiei, mașinile Brawn au avut o încărcătură masivă de combustibil și au început de pe locurile cinci (Barrichello) și șase (Button). Ambii au reușit să treacă de Kovalainen în tururile de deschidere și și-au păstrat ritmul pentru a obține ultima lor clasare unu-doi a sezonului, Barrichello pe primul loc, Button pe al doilea.
La Marele Premiu al statului Singapore, ambii piloți au avut probleme în calificări, Button nu a reușit să ajungă în a treia sesiune. Button și Barrichello au început în cele din urmă de pe locul unsprezece, respectiv al cincilea pe grilă, urmând să termine pe locurile cinci și șase.

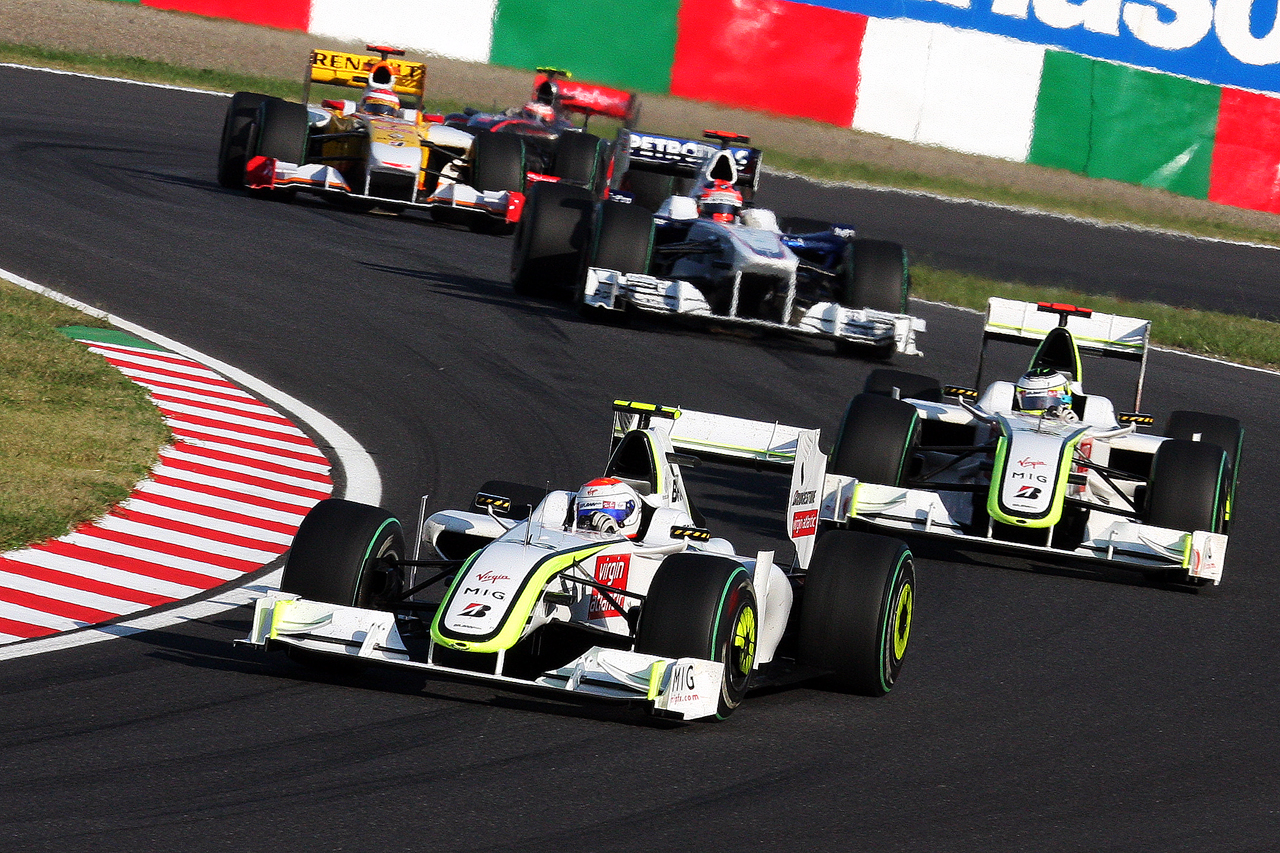
Barrichello urmărit de Button în.

La Marele Premiu al Japoniei, Brawn a avut ocazia să câștige Campionatul Constructorilor din 2009, însă piloții au reușit să se califice pe locul șase și al zecelea. Ambii piloți au avut performanțe rezonabile de succes, ajungând în cele din urmă pe locul șapte și al optulea în cursă. Acest lucru a lăsat-o pe Brawn la doar jumătate de punct de câștigarea Campionatului Constructorilor. După cursă, comisarii de cursă au anunțat că îl investighează pe Nico Rosberg pentru viteză excesivă în condiții de mașină de siguranță. O penalizare tipică de 25 de secunde i-ar fi mutat pe ambii piloți Brawn cu un loc mai sus, iar Campionatul Constructorilor ar fi fost câștigat, dar s-a anunțat ulterior că Rosberg nu a greșit și rezultatul cursei va rămâne neschimbat.
La Marele Premiu al Braziliei, Button a câștigat Campionatul Piloților terminând pe locul cinci și, odată cu clasarea lui Barrichello pe locul opt, Brawn a câștigat și ea Campionatul Constructorilor.

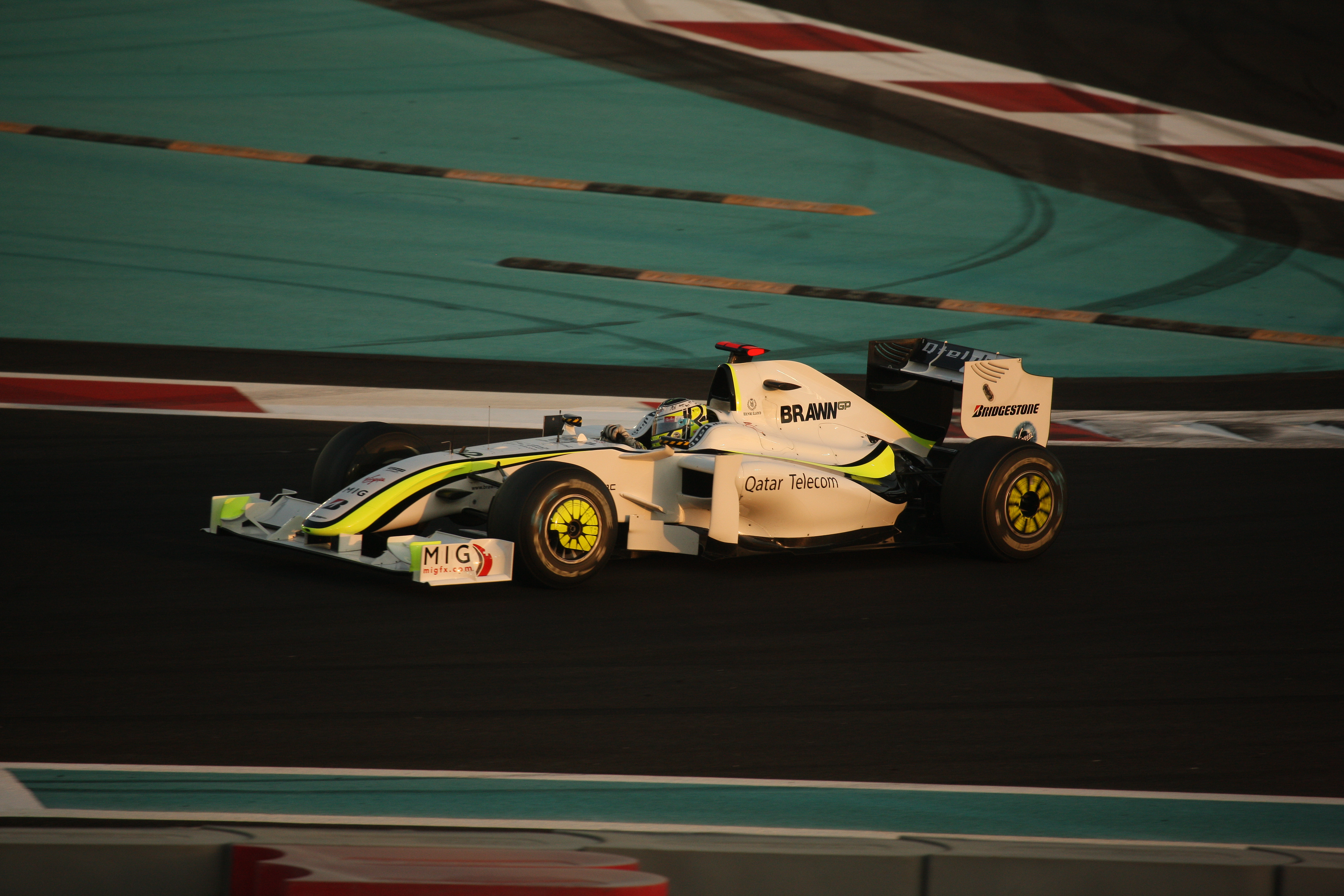
Button în ultima cursă pentru Brawn,.

În Marele Premiu de la Abu Dhabi, ultima cursă a sezonului, au terminat pe pozițiile 3 și 4, cu Button campion mondial și Barrichello al treilea în campionat. Echipa a câștigat, de asemenea, premiul Laureus World Sports 2010 pentru Echipa Anului, ca urmare a succesului obținut.
Echipa a avut o rată de succes de 47,06% (8 victorii în 17 curse), iar prin câștigarea ambelor titluri în singurul său an de competiție, echipa este prima, și până în prezent singura, care a obținut o rată de succes de 100% în campionat.

### Achiziționarea de către Mercedes-Benz
La 16 noiembrie 2009, a fost anunțat oficial că Daimler AG, în parteneriat cu Aabar Investments, a cumpărat un pachet de 75,1% din Brawn GP (Daimler AG: 45,1%; Aabar: 30%). Rapoartele sugerează că parteneriatul a plătit 110 milioane de lire sterline pentru 75,1%. Echipa va fi redenumită drept Mercedes GP pentru 2010. Restul de 24,9% a rămas al lui Ross Brawn, in parteneriat cu Nick Fry. Echipa a folosit baza Brawn GP din Brackley pentru operațiunile sale, iar Brawn a rămas ca director de echipă până la sfârșitul sezonului 2013.

## Rezultate complete în Formula 1
| Legendă      | Legendă                                                |
| Culoare      | Rezultat                                               |
| ------------ | ------------------------------------------------------ |
| Auriu        | Câștigător                                             |
| Argintiu     | Locul 2                                                |
| Bronz        | Locul 3                                                |
| Verde        | Alte locuri care punctează                             |
| Albastru     | Alte locuri                                            |
| Albastru     | Nu s-a clasat, dar a terminat cursa (NC)               |
| Purpuriu     | A abandonat cursa (Ab)                                 |
| Negru        | Descalificat (DSC)                                     |
| Alb          | Nu a luat startul (NS)                                 |
| Roșu         | Nu s-a calificat (NSC)                                 |
| Fără culoare | Retras înainte de calificări (Ret)                     |
| Fără culoare | Exclus (EX)                                            |
| Fără culoare | Nu a participat (celulă goală)                         |
| Adnotare     | Însemnătate                                            |
| P            | Pole position                                          |
| R            | Cel mai rapid tur                                      |
| *            | Nu a terminat, dar a parcurs mai mult de 90% din cursă |

| Sezon  | Șasiu   | Motor                   | Pneu | Piloți             | AUS | MAL‡ | CHN | BHR | ESP | MON | TUR | GBR | GER | HUN | EUR | BEL | ITA | SIN | JPN | BRA | ABU | Pct. | Poz. |
| ------ | ------- | ----------------------- | ---- | ------------------ | --- | ---- | --- | --- | --- | --- | --- | --- | --- | --- | --- | --- | --- | --- | --- | --- | --- | ---- | ---- |
| 2009   | BGP 001 | Mercedes FO 108W 2,4 V8 | B    | Jenson Button*     | 1P  | 1P R | 3   | 1   | 1P  | 1P  | 1R  | 6   | 5   | 7   | 7   | Ab  | 2   | 5   | 8   | 5   | 3   | 172  | 1    |
| 2009   | BGP 001 | Mercedes FO 108W 2,4 V8 | B    | Rubens Barrichello | 2   | 5    | 4R  | 5   | 2R  | 2   | Ab  | 3   | 6   | 10  | 1   | 7   | 1   | 6   | 7   | 8P  | 4   | 172  | 1    |
| Surse: |         |                         |      |                    |     |      |     |     |     |     |     |     |     |     |     |     |     |     |     |     |     |      |      |

‡ Au fost acordate puncte înjumătățite la Marele Premiu al Malaeziei deoarece a fost parcursă mai puțin de 75% din distanța programată din cauza vremii.